# Archibasis viola
Archibasis viola е вид водно конче от семейство Coenagrionidae. Видът е незастрашен от изчезване.

## Разпространение
Разпространен е в Бруней, Виетнам, Индонезия (Калимантан, Суматра и Ява), Малайзия (Западна Малайзия, Сабах и Саравак), Сингапур, Тайланд и Филипини.